# Die Vereinigung aktiver Senioren- und Selbsthilfe-Organisationen der Schweiz
Die Vereinigung aktiver Senioren- und Selbsthilfe-Organisationen der Schweiz (VASOS) ist ein sozial und politisch tätiger Dachverband einer ganzen Reihe von Seniorenorganisationen der Schweiz.
Mitglied in der VASOS ist u. a. der Verein AVIVO.
Die VASOS soll die Koordinierung der Aktionen von altersorientierten Gruppierungen erleichtern. Sie versteht sich als politische Bewegung mit Zukunft.